# Roger Jackson
Roger Charles Jackson (Toronto, 14 de enero de 1942) es un deportista canadiense que compitió en remo. Participó en tres Juegos Olímpicos de Verano entre los años 1964 y 1972, obteniendo una medalla de oro en Tokio 1964 en la prueba de dos sin timonel.

## Palmarés internacional
| Juegos Olímpicos | Juegos Olímpicos | Juegos Olímpicos | Juegos Olímpicos |
| Año              | Lugar            | Medalla          | Prueba           |
| ---------------- | ---------------- | ---------------- | ---------------- |
| 1964             | Tokio (Japón)    | Medalla de oro   | Dos sin timonel  |